# 马恩河畔奥尔梅松
马恩河畔奥尔梅松（法語：Ormesson-sur-Marne，法語發音：[ɔʁmɛsɔ̃ syʁ maʁn] ⓘ）是法国法兰西岛大区马恩河谷省的一个市镇，属于克雷泰伊区。

## 地理
马恩河畔奥尔梅松（48°47'9"N, 2°32'18"E）面积3.41 平方千米，位于法国法蘭西島大區马恩河谷省，该省份为法国北部内陆省份，毗邻巴黎。
与马恩河畔奥尔梅松接壤的市镇（或旧市镇、城区）包括：布里地区叙西、马恩河畔谢讷维耶尔、努瓦索、布里地区拉克。
马恩河畔奥尔梅松的时区为UTC+01:00、UTC+02:00（夏令时）。

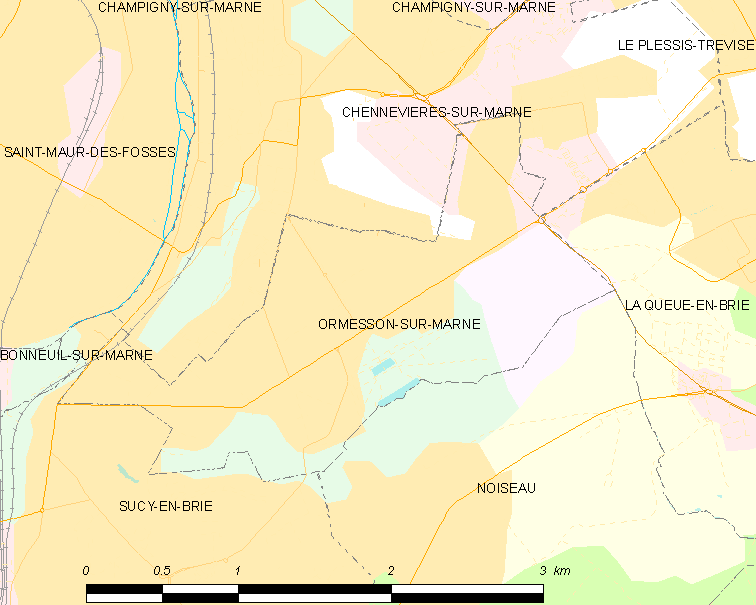
马恩河畔奥尔梅松的OSM定位图

## 行政
马恩河畔奥尔梅松的邮政编码为94490，INSEE市镇编码为94055。

## 政治
马恩河畔奥尔梅松所属的省级选区为圣莫代福塞第二县。

## 人口

1962-2008年间马恩河畔奥尔梅松人口变化图示

马恩河畔奥尔梅松于2022年1月1日时的人口数量为10589人。